# Ostheim (Kolonia)
Ostheim, Köln-Ostheim — dzielnica miasta Kolonia w Niemczech, w okręgu administracyjnym Kalk, w kraju związkowym Nadrenia Północna-Westfalia, na prawym brzegu Renu. 